# Tình yêu lv.999 của Yamada và tôi
Tình yêu lv.999 của Yamada và tôi (Nhật: 山田くんとLv999の恋をする Hepburn: Yamada-kun to Reberu Kyūhyaku Kyūjū Kyū no Koi o Suru) là một loạt manga viết và minh họa bởi Mashiro. Ấn phẩm đăng nhiều kỳ trên trang web manga Ganma! của Comic Smart từ tháng 3 năm 2019. Tính đến tháng 11 năm 2024, các chương riêng lẻ của bộ truyện đã tổng hợp thành mười tập. Một tác phẩm anime truyền hình chuyển thể bởi Madhouse sẽ ra mắt vào tháng 4 năm 2023.

## Truyền thông

### Manga

#### Danh sách tập truyện
| #  | Phát hành tiếng Nhật | Phát hành tiếng Nhật | Phát hành tiếng Việt | Phát hành tiếng Việt |
| #  | Ngày phát hành       | ISBN                 | Ngày phát hành       | ISBN                 |
| -- | -------------------- | -------------------- | -------------------- | -------------------- |
| 1  | 21 tháng 2 năm 2020  | 978-4-04-064520-9    | 15 tháng 8 năm 2025  | —                    |
| 2  | 23 tháng 9 năm 2020  | 978-4-04-064954-2    | —                    | —                    |
| 3  | 23 tháng 3 năm 2021  | 978-4-04-680295-8    | —                    | —                    |
| 4  | 21 tháng 9 năm 2021  | 978-4-04-680776-2    | —                    | —                    |
| 5  | 22 tháng 4 năm 2022  | 978-4-04-681368-8    | —                    | —                    |
| 6  | 21 tháng 10 năm 2022 | 978-4-04-681914-7    | —                    | —                    |
| 7  | 21 tháng 4 năm 2023  | 978-4-04-682409-7    | —                    | —                    |
| 8  | 23 tháng 10 năm 2023 | 978-4-04-683001-2    | —                    | —                    |
| 9  | 23 tháng 4 năm 2024  | 978-4-04-683595-6    | —                    | —                    |
| 10 | 22 tháng 11 năm 2024 | 978-4-04-684125-4    | —                    | —                    |